# Jeremy Irvine
Jeremy Irvine, właśc. Jeremy William Fredric Smith (ur. 18 czerwca 1990 w Gamlingay) – angielski aktor teatralny, telewizyjny i filmowy. Swój pseudonim artystyczny zaczerpnął od imienia swojego dziadka.

## Życiorys

### Wczesne lata
Urodził się w Gamlingay w hrabstwie Cambridgeshire jako syn Bridget Smith, polityk zaangażowanej w działanie lokalnych struktur samorządowych, i Chrisa Smitha, inżyniera. Dorastał z dwoma braćmi: młodszym Tobym, który zagrał niewielką rolę w ekranizacji Wielkie nadzieje (2012), i Lawrence’em. W wieku sześciu lat zdiagnozowano u niego cukrzycę typu 1. Mając 19 lat, chciał wstąpić do wojska, jednak został odrzucony ze względu na zatajenie prawdy o swoich kłopotach z cukrzycą.
W wieku 16 lat wcielił się w szekspirowskiego Romea w szkolnym przedstawieniu w Bedford Modern School. Odbył roczny kurs w London Academy of Music and Dramatic Art. Przez następne dwa lata rozsyłał CV, próbując zdobyć angaż w filmie lub telewizji. Zagrał drzewo w sztuce z Royal Shakespeare Company.

### Kariera
Był bliski porzucenia aktorstwa, gdy w końcu otrzymał główną rolę w obrazie Stevena Spielberga Czas wojny (2011). Produkcja otrzymała szereg nagród i nominacji, a kariera Irvine’a nabrała rozpędu. Aktor został wówczas określony przez „The Hollywood Reporter” jedną z najszybciej rosnących gwiazd Hollywood.
Zwrócił na siebie uwagę w roli Pipa w ekranizacji powieści Charlesa Dickensa Wielkie nadzieje (Great Expectations, 2012) w reżyserii Mike’a Newella. Następnie zagrał główną rolę – homoseksualisty z małego miasteczka, który w 1969 bierze udział w zamieszkach w okolicy gejowskiego pubu w Greenwich Village – w dramacie społecznym Stonewall (2015). Później zagrał kolejne filmowe role: Sama Carmichaela w Mamma Mia: Here We Go Again! (2018), Kyle’a Biltmorea, brata Scotta (Ryan Rottman) i jednego z członków Billionaire Boys Club w dreszczowcu Klub miliarderów (Billionaire Boys Club, 2018) i Williama Harta Pitsenbargera, pilota United States Air Force, który podczas wojny wietnamskiej uczestniczył w prawie 300 misjach ratunkowych, aby pomóc zestrzelonym żołnierzom i pilotom, w dramacie wojennym The Last Full Measure (2019).
Jako model brał udział w sesjach zdjęciowych i trafił na okładki magazynów: „Fabric” (w listopadzie 2012), „Hercules Universal” (wiosna / lato 2015), „Four Two Nine” (jesień / zima 2015), „At Large” (w grudniu 2015), „Revolution” (2016) i „Icon” (w styczniu 2020). W 2019 wziął udział w programie Channel 4 SAS: Who Dares Wins.

## Filmografia
- 2009: Life Bites (TV)
- 2011: Czas wojny (War Horse) jako Albert Narracott
- 2012: Niech będzie teraz (Now Is Good) jako Adam
- 2012: Wielkie nadzieje (Great Expectations) jako Pip
- 2013: Droga do zapomnienia (The Railway Man) jako młody Eric Lomax
- 2014: A Night in Old Mexico jako Gally
- 2014: The World Made Straight jako Travis
- 2014: Pojedynek na pustyni (Beyond The Reach) jako Ben
- 2015: The Woman in Black 2: Angel of Death jako Harry Burnstow
- 2015: Fallen jako Daniel Grigori
- 2015: Stonewall jako Danny Winters
- 2018: Mamma Mia: Here We Go Again! jako młody Sam Carmichael